# Eberhard Haufe
Eberhard Haufe (* 7. Februar 1931 in Dresden; † 26. März 2013 in Weimar) war ein deutscher Germanist und Herausgeber, der durch seine umfangreiche Tätigkeit als Editor vor allem klassischer deutscher Literatur bekannt wurde. Er wirkte etwa in Weimar als Herausgeber der Schiller-Nationalausgabe und als Herausgeber und Verwalter des Nachlasses von Johannes Bobrowski.

## Leben
Haufe wuchs in Großröhrsdorf auf und ging gemeinsam mit seinem Zwillingsbruder Günter in Radeberg auf die Städtische Oberschule für Jungen. Von 1950 bis 1954 studierte Haufe Germanistik, Geschichte und Kunstgeschichte an der Universität Leipzig, bis 1958 war er Assistent bei Hermann August Korff und Hans Mayer.
1958 wurde er von der Universität Leipzig wegen "politischer Unangepasstheit" relegiert, die Promotion wurde ihm verweigert. 1958 war er daraufhin kurzfristig Deutschlektor am Leipziger Missionsseminar, 1959 bis 1971 war er anschließend Mitarbeiter der gesamtdeutschen Schiller-Nationalausgabe am Goethe- und Schiller-Archiv in Weimar.
1962 lernte Haufe Johannes Bobrowski kennen, der zu dieser Zeit Lektor beim Ost-Berliner Union Verlag war. 1964 wurde Haufe doch noch zur Promotion zugelassen. 1971 erlitt er einen Schlaganfall, in dessen Folge er invalidisiert wurde. Seit 1972 war er als freiberuflicher Herausgeber und Literaturkritiker tätig. Er arbeitete auch für die Tageszeitung der CDU der DDR, das Thüringer Tageblatt, in der er über 150 Rezensionen über aktuelle DDR-Literatur veröffentlichte. Haufe entfaltete zugleich eine umfangreiche Herausgebertätigkeit und gab Werke von Schiller, Goethe, Klopstock, Jochmann und Bobrowski heraus.

## Politisches Engagement
1989 bis 1991 war Haufe Gründungsmitglied des Unabhängigen Untersuchungsausschusses der Weimarer Bürgerbewegung, ab 1990 war er Mitglied der Weimarer Stadtverordnetenversammlung, deren erster Vizepräsident er war. 1991 erlitt er einen zweiten Schlaganfall, 1993 gab er die parlamentarische Tätigkeit auf. 1992 wurde Haufe politisch rehabilitiert und erhielt von der Universität Leipzig, die ihn einst relegiert hatte, eine Professur verliehen.
Ein Schüler von Haufe, der Philosoph Manfred Riedel, äußerte später, dass für Haufe trotz viele politischer Probleme ein Verlassen der DDR niemals „zur Diskussion gestanden“ habe. Haufe sei mit Rücksicht „auf die Anverwandten und Freunde, den gleich gesinnten Kreis der Stillen im Lande, (der) Christenmenschen und (anderen) Hüter der Überlieferung des geistigen Deutschland“ in der DDR geblieben.

## Auszeichnungen (Auswahl)
- 1993 Weimar-Preis der Stadt Weimar

## Publikationen als Herausgeber (Auswahl)
- Gesammelte Werke von Johannes Bobrowski in sechs Bänden (Stuttgart: Deutsche Verlags-Anstalt)

- Bd. 1. Die Gedichte (1998)
- Bd. 2. Gedichte aus dem Nachlass (1998)
- Bd. 3. Die Romane (1999)
- Bd. 4. Die Erzählungen, vermischte Prosa und Selbstzeugnisse (1999)
- Bd. 5. Erläuterungen der Gedichte und der Gedichte aus dem Nachlass (1998)
- Bd. 6. Erläuterungen der Romane und Erzählungen, der vermischten Prosa und der Selbstzeugnisse (1999)
- Carl Gustav Jochmann: Die unzeitige Wahrheit. Aphorismen, Glossen und der Essay "Über die Öffentlichkeit". Hrsg. und erläutert von Eberhard Haufe. Weimar: Kiepenheuer 1976. (Gustav Kiepenheuer Bücherei) - 2., verbesserte und erweiterte Aufl. 1980. - 3., überarb. und um ein Register vermehrte Aufl. 1990. ISBN 3-378-00398-7
- Deutsche Mariendichtung aus neun Jahrhunderten. Berlin: Union Verlag 1960
- Wir vergehn wie Rauch von starken Winden. Deutsche Gedichte des 17. Jahrhunderts. 2 Bände. Berlin: Rütten & Loening / München: Beck 1985
- Wilhelm von Humboldt über Schiller und Goethe : Wilhelm von Humboldt. Aus den Briefen und Werken gesammelt von Eberhard Haufe, Weimar: Kiepenheuer 1963

## Sammelband der Aufsätze
- Schriften zur deutschen Literatur (Herausgegeben von Heinz Härtl und Gerhard R. Kaiser unter Mitwirkung von Ursula Härtl), Göttingen: Wallstein-Verlag 2011, ISBN 978-3-8353-0827-5.